# Rinne
Rinne (境界のRINNE?, Kyōkai no Rinne, lett. "Rinne del confine") è un manga shonen scritto e disegnato da Rumiko Takahashi (già autrice di successi come Lamù, Maison Ikkoku - Cara dolce Kyoko, Inuyasha e Ranma ½), concepito alcuni mesi dopo la conclusione della sua opera più lunga, Inuyasha. Il primo capitolo ha visto la luce il 22 aprile 2009, pubblicato da Shogakukan sulla rivista Weekly Shōnen Sunday e la pubblicazione si è conclusa il 13 dicembre 2017.
Il manga è stato pubblicato in Italia per le edizioni Star Comics da 7 aprile 2011 al 12 febbraio 2020. Dal manga viene prodotta una trasposizione animata dallo studio Brain's Base, che va in onda in Giappone dal 4 aprile 2015 fino al 23 settembre 2017 e conta ad oggi tre stagioni televisive.
In Italia, i diritti della prima stagione dell'anime sono stati acquistati da Dynit che ha pubblicato in streaming gli episodi sottotitolati in italiano sul simulcast VVVVID a soli quattro giorni di distanza dall'uscita in Giappone.

## Trama
La serie segue le vicende di Rinne Rokudo, un giovane shinigami ("dio della morte") dai capelli rossi che aiuta gli spiriti rimasti legati alla terra a potersi finalmente reincarnare. Rinne tiene d'occhio una sua compagna di classe, Sakura Mamiya, una ragazza che ha avuto in dono un potere extrasensoriale, cioè quello di poter vedere i fantasmi in seguito ad una vicenda che l'ha vista scomparire per alcuni giorni quando era solo una bambina, mentre si trovava in montagna con sua nonna.

## Media

### Manga

Logo della serie

I primi due tankōbon sono stati pubblicati in Giappone il 16 ottobre 2009; per l'occasione Shonen Sunday ha creato un promo animato di Kyokai no Rinne dalla durata di circa 30 secondi. La serie conta 398 capitoli raccolti in 40 volumi e risulta conclusa.
In Europa la prima edizione pubblicata è stata quella tedesca, iniziata nel maggio 2010 per l'editore Egmont, seguita da quella francese del 24 giugno dello stesso anno per l'editore Kazé.
La pubblicazione di Rinne in Italia ha avuto inizio il 7 aprile 2011 in uscita trimestrale sulla collana Express, sia in edicola che in fumetteria. Dal quinto volume l'uscita è divenuta bimestrale, per poi interrompere la serialità regolare con il diciannovesimo volume. Star Comics ha messo online sul proprio sito il primo capitolo tradotto in italiano come anteprima. La pubblicazione è stata ultimata il 12 febbraio 2020.
In America il fumetto è edito da parte di Viz Media sull'edizione americana di Shonen Sunday con il titolo RIN-NE, che ha serializzato i capitoli del manga online in inglese simultaneamente all'uscita in Giappone. Mentre l'uscita dei volumi è iniziata il 20 ottobre 2009 a soli quattro giorni di distanza da quella nipponica invece la distribuzione dei successivi è dilatata di circa un mese. L'uscita simultanea dei capitoli è attualmente sospesa al capitolo 89, dal 17 marzo, dopo il terremoto e maremoto del Tōhoku del 2011.

### Anime
A novembre 2014 fu annunciata ufficialmente una trasposizione anime della serie, prevista per andare in onda sul canale televisivo giapponese NHK nella primavera 2015. La serie viene realizzata dallo studio Brain's Base, per la regia di Seiki Sugawara e con la composizione generale di Michiko Yokote (che aveva già sceneggiato diversi episodi di Ranma ½). La sigla di apertura si intitola Ouka Ranman dei KEYTALK, mentre quella di chiusura è Tokinowa di Passepied. L'anime di Rinne prende il posto di Log Horizon 2 nel palinsesto di NHK, con la prima stagione di 25 episodi. Rumiko Takahashi commentò l'annuncio dicendo di provare una gioia sempre nuova ogni volta che uno dei suoi lavori viene animato e che, da telespettatrice, non vedeva l'ora che iniziasse la trasmissione. Il 14 settembre 2015, l'emittente televisiva NHK annuncia, tramite il suo blog, la seconda stagione di Rinne che verrà trasmessa nella primavera del 2016 e verranno realizzati altri 25 episodi. La seconda stagione è stata trasmessa il 9 aprile e il 24 settembre 2016, mentre la terza è iniziata l'8 aprile 2017.
La prima stagione è stata pubblicata in DVD in Giappone dal 15 luglio 2015. Il primo disco contiene i primi 4 episodi, e nella prima tiratura è presente in omaggio un cofanetto con il clear file illustrato da Rumiko Takahashi, per raccogliere tutti e 8 i dischi, i quali sono usciti a periodicità mensile fino al febbraio 2016, e contengono l'intera stagione.

## Accoglienza
Nella settimana di ottobre 2009 dal 12 al 18, i primi due volumi di Kyokai no Rinne si sono piazzati rispettivamente al 15º e 16º posto nella classifica dei i manga più venduti in Giappone. Le vendite dei due volumi hanno raggiunto le 100 000 copie durante la settimana. La settimana seguente nei giorni 19–25, il primo volume si è posizionato al 18º posto con più di 44 000 copie vendute, mentre il secondo volume al 20° con oltre 41 000 copie.
Il terzo volume si è classificato all'11º posto nel mese di marzo 2010 con più di 57 500 copie vendute. Il quarto volume del manga si è posizionato per due volte al numero 19 e 20 nel giugno 2010 con oltre 76 000 copie vendute in Giappone. Anche il quinto volume del manga si è piazzato due volte al numero 21 e al numero 23 nel settembre 2010, con oltre 71 000 copie vendute in Giappone. Il sesto volume del manga si è posizionato al numero 29 nella classifica dei manga più venduti in Giappone nella settimana di dicembre 2010 dal 17 al 19 con più di 35 500 copie vendute.
Il settimo numero, dal 14 al 27 marzo 2011, ha venduto oltre 56 600 copie, posizionandosi al 38º e al 30º posto. L'ottavo volume ha venduto oltre 59 500 copie dal 15 al 24 luglio 2011 posizionandosi al 24º e al 23º posto.
All'uscita del 22° volume in Giappone, il manga ha totalizzato in totale le 3 milioni di copie stampate.